# Danny Strong
Daniel W. Strong (ur. 6 czerwca 1974 w Manhattan Beach w stanie Kalifornia, USA) – amerykański aktor i scenarzysta.